# Faustino Watt
Faustino Watt (4 agosto 1912 – ...) è stato un cestista cileno.

## Carriera
Con il Cile ha preso parte alle Olimpiadi del 1936.